# Velika Horvatska
Velika Horvatska is een plaats in de gemeente Desinić in de Kroatische provincie Krapina-Zagorje. De plaats telt 307 inwoners (2001).